# 魅魔&殺手
《魅魔&殺手》是由深見真原作、刻夜聖吾作畫的日本漫畫作品，從2020年2月19日起在《Champion RED》2020年4月號上開始連載。

## 故事簡介
在某天，「我」與母親、姐姐一家三口在家中遭遇神秘的四人組襲擊，在憤怒與絕望中，「我」與母親被對方給殺害，姐姐則被擄走而下落不明。但是，「我」卻在名為蒲生翔矢的高中生身上復活了，作為復活的代價，「我」與惡魔簽下了契約，作為殺手替惡魔獵取惡人的靈魂，並藉此獲取四人組的情報，準備向他們復仇——

## 登場角色

### 已被出售的杀手
「我」／蒲生翔矢
本作的主角。某日家人突然遭到神秘四人組的襲擊與殺害，喪命後獲得來自地獄的上級惡魔·亞梅莉娜的協助，獲得了高中生蒲生翔矢的肉體而復活，為此成為亞梅莉娜在人間的代理人，成為殺手狩獵惡人的靈魂。
肉體的蒲生翔矢則是個摔角狂熱者，在學校中則是摔角同好會的成員。某日突然昏迷不醒數週，在三週後做為「我」的新肉體而甦醒。表面上以昏迷多日後喪失記憶的情況下回歸校園，實則在暗地裡擔任起殺手。
关于身体的主人“蒲生翔矢”的妹妹莉理被诊断出患有遗传方面的疾病，并被告知她的生命只剩下几年了。真正的翔矢為了讓妹妹活下去而用自己的靈魂為代價，讓惡魔治癒了莉里的疾病。
使用的武器是亞梅莉娜以魔力創造出來的金牛座PT92半自動手槍。
亞梅莉娜
地獄的復仇女神麾下的第三位階上級惡魔。外表為女性，打扮的露出度極高。有著獸耳與一對白色翅膀，總是飄浮在主角的身邊。一般人無法看見她。需要獲取惡人的靈魂，因此與主角簽訂契約，給予他力量和情報換取他去狩獵惡人。
铁骑奏女
使用霰弹枪和 法國踢腿術 攻击的刺客。她与利德克签订了契约，成为以寻找“重要人物”为目的的“出卖杀手”。
铁骑奏女就读女子高中（女校）。
利德克
邪恶的诱惑者，隶属于触手可及等级的第三位上位恶魔。她看起来像个女人，棕色皮肤，束缚风格。可以像亞梅莉娜那样飘浮在空中。一般人看不到。喜歡刚刚失去丈夫的寡妇的灵魂（給她們带来享乐、财富等，换取其灵魂）。与奏女签订了契约，以提供恶棍的灵魂来换取信息和力量。
池波亮吾
以自己的击剑技巧為基础，以刀攻击和擅使截拳道的杀手。他与特劳科签订了一份以寻找“神秘四人组的成员”为目的的“杀手”合同。
身为池波亮吾的他表面上的身分是知名插画师，在中学生时代曾获得全国击剑锦标赛冠军等广泛的成就。
特劳科
神奇的模仿者，属于礼仪无齿轮等级的第四位恶魔。他看起来像个男人，对亮吾很软弱。 可以漂浮在空中。像亞梅莉娜和其他人一样，它对公众来说是不可见的。

### 合作者
大鼬久留里
擅長黑客技巧的電腦達人。因為用黑客手段盜取黑幫金錢被抓，在將要被殺時被主角翔矢所救。能看見亞梅莉娜，翔矢看上了她的黑客技能而用會保護她不受黑幫傷害為由要她為自己工作。之後用黑客手段修改資料，以「武智久留里」的名字轉學到翔矢的學校就讀。

### 神秘四人组
灵魂转移到蒲生翔矢之前，是「我」和「我」一家的宿敌。
扑杀山
前・力士（相扑），他是左手手背上有纹章的“异议者”，获得了恶魔之力。他以“掩盖事实”为生，抹去各种不法行为的证据。
转生为翔矢之前，她是在家族袭击中侮辱「我」亲生母亲的人。
荒木翔子
黑道關東八房會荒咬組的組長。在胸口有著紋章的「異議者」。
在「我」轉生為翔矢之前，是襲擊其家族並帶走「我」姊姊的人。
張銳
中國風的老人，實際上是東南亞的大毒梟與身手高超的暗殺者。精通中國武術、暗器，尤其擅使以鋼線運使的溜溜球和鋼針，以及剪紙成兵的法術的「異議者」。
在「我」轉生為翔矢之前，是襲擊其家族並斬斷其雙腿讓他無法自由行動的人。
卡托布雷帕斯
戴著馬形牛仔帽的美國人「異議者」。
在「我」轉生為翔矢之前，是襲擊其家族並在最後殺害了其母與「我」的人。
四人組的領袖。

### 其他

#### 蒲生一家
蒲生莉理
翔矢的妹妹。有兄控的傾向。曾因為基因方面的疾病而只剩幾年壽命，原本的翔矢在得知後不惜用自己的靈魂作為代價，和惡魔簽訂契約後換取妹妹的痊癒。
蒲生登紀子
翔矢的亲生母亲，也是关心孩子的母亲。漫画杂志编辑。

#### “我”一家
「我」（※转生为翔矢之前）
他上初一，估计有12岁。他的家人遭到神秘四人组的袭击，他的脚踝被截肢，他在目睹母亲遭受酷刑和谋杀后被枪杀。事件没有进行任何调查，也没有找到「我」（身体）和我生母的尸体。。
「我」的妈妈
她是一位照顾家人的慈母。他在家庭突袭中被“撲殺山”强奸时被“另一名成员”枪杀。和「我」一样，尸体也没有找到。
「我」的姐妹
妈妈，弟弟的姐姐，他在家庭突袭中被绑架而不是被杀。

#### 职业摔跤俱乐部
邊見勇魚
翔矢是高中同学和高中女生，属于同一职业摔跤俱乐部。
大门隆二
翔也高中一年级生，所属职业摔角社社长。。

## 出版書籍
| 卷數 | 秋田書店       | 秋田書店               | 東立出版社   | 東立出版社             |
| 卷數 | 發售日期       | ISBN                   | 發售日期     | ISBN                   |
| ---- | -------------- | ---------------------- | ------------ | ---------------------- |
| 1    | 2020年9月17日  | ISBN 978-4-253-23981-3 | 2022年1月3日 | ISBN 978-957-266-340-0 |
| 2    | 2021年3月18日  | ISBN 978-4-253-23982-0 | 2025年1月9日 | ISBN 978-626-02-0840-0 |
| 3    | 2021年9月17日  | ISBN 978-4-253-23983-7 |              |                        |
| 4    | 2022年3月17日  | ISBN 978-4-253-23984-4 |              |                        |
| 5    | 2022年8月19日  | ISBN 978-4-253-23985-1 |              |                        |
| 6    | 2023年1月20日  | ISBN 978-4-253-23986-8 |              |                        |
| 7    | 2023年7月20日  | ISBN 978-4-253-23987-5 |              |                        |
| 8    | 2023年12月20日 | ISBN 978-4-253-23988-2 |              |                        |
| 9    | 2024年6月19日  | ISBN 978-4-253-23989-9 |              |                        |
| 10   | 2024年10月18日 | ISBN 978-4-253-23990-5 |              |                        |
| 11   | 2025年3月18日  | ISBN 978-4-253-32411-3 |              |                        |